# IFK Malmö FK
Maillots
Dernière mise à jour : 22 décembre 2011.
L'IFK Malmö  est un club professionnel suédois de football basé à Malmö. C'est une section du club omnisports de l'IFK Malmö.
Le club a passé 13 saisons en première division suédoise : de 1924 à 1926, de 1928 à 1932, puis lors de la saison 1952-1953, et enfin de 1956 à 1962.

## Historique
- 23 avril 1899 : création du club omnisports
- 1905 : fondation de la section football

## Palmarès
- Deuxième du Championnat de Suède de football 1960 derrière l'IFK Norrköping
- Quart de finaliste de la Coupe des clubs champions européens 1960-1961